# Старый Кривск
Старый Кривск (бел. Стары Крыўск), до 1920-х годов Кривск (бел. Крыўск) — деревня в Курганском сельсовете Рогачёвского района Гомельской области Беларуси.

## География

### Расположение
В 38 км на восток от районного центра и железнодорожной станции Рогачёв (на линии Могилёв — Жлобин), 87 км от Гомеля.

## Транспортная сеть
На шоссе Довск — Гомель. Планировка состоит из прямолинейной улицы, ориентированной с юго-востока на северо-запад (по обе стороны шоссе), к которой присоединяются с востока одна короткая прямолинейная, с запада — 2 улицы. Застройка деревянная, усадебного типа.

## История
Базилиан (Василий) Дмитриевич (ок. 1520 — ?), первый известный в ВКЛ представитель рода Юдицких, получил от Сигизмунда II Августа имения Свержень, Журавичи и Болотня в Речицком повете. Его сын Александр, подсудок речицкий, после активного участия в Ливонской войне против Московского государства расширил владения за счет новых пожалованных земель от Стефана Батория в 1589 году, на которых заложил имения Юдичи и Кривка.
После 1-го раздела Речи Посполитой (1772 год) — село Кривское в составе Российской империи, владение войского ошмянского Юзефа (Осипа) Антоновича Сулистровского (сын Антония Юзефа Сулистровского и Терезы Антоновны Юдицкой), в 1777 году — 249 христиан и 1 иудей (мужского пола). В 1783 году в кривском имении (село Кривское) Юзефа (Иосифа) Антоновича Сулистровского — всего 2990 десятин и 1976 саженей земли, 210 мужского пола душ.

Свято-Никольская церковь в Старом Кривске

В XIX веке известна как село Кривск в Довской волости Рогачёвского уезда Могилёвской губернии. В 1815 году был построен храм Святителя Николая Чудотворца (сгорел в ночь с 4 на 5 января 2010 года). В 1884 году работала воловая мельница. Действовала земская школа, которая размещалась в наёмном крестьянском доме.
В 1920-х годах, после основания деревни Новый Кривск, получила название Старый Кривск. В 1930 году организован колхоз «Красная Беларусь», работали 2 ветряные мельницы, кузница, шерсточесальня. 2 жителя погибли в советско-финскую, 61 — во время Великой Отечественной войны. Согласно переписи 1959 года в составе совхоза «1 Мая» (центр — агрогородок Курганье). Располагалась библиотека.

## Население
- 1777 год — 249 христиан и 1 иудей (мужского пола).
- 1783 год — 210 крестьян (мужского пола).
- 1884 год — 90 дворов, 612 жителей.
- 1959 год — 624 жителя (согласно переписи).
- 2004 год — 80 хозяйств, 148 жителей.
- 2019 год — 31 двор, 48 жителей.